# Mathias Christiansen (Schriftsteller)
Mathias Christiansen (* 1968 in Berlin) ist ein deutscher Schriftsteller.

## Leben
Mathias Christiansen ist seit längerer Zeit als Autor tätig, hat bereits zahlreiche Bücher veröffentlicht und für verschiedene Zeitungen gearbeitet.
2002 erschien mit „Der dritte Fehler“ sein erster Kriminalroman um den Berliner Kriminalhauptkommissar Werner Brodersen. Das Buch wurde im Frühjahr 2004 vom ZDF zum „Krimi der Woche“ gekürt. Es folgten „Die dünne Linie“ (2003), „Der falsche Feind“ (2004) und schließlich „Tod an der Grenze“ (2008). Die Krimis von Mathias Christiansen spielen vorrangig an tatsächlichen Orten in Berlin (Straßennamen und andere Örtlichkeiten in den Romanen sind allesamt authentisch) und haben somit großen regionalen Bezug.
Im Herbst 2004 erschien zudem „Das Geheimnis des alten Bahnhofs“ – ein Kinderkrimi, der ebenfalls regionale Örtlichkeiten mit einer fiktiven Story mischt.
Im Zuge des expandierenden Hörbuch-Marktes erschienen 2006 „Der dritte Fehler“ und „Die dünne Linie“ sowie im Jahr 2008 auch „Das Geheimnis des alten Bahnhofs“ als Hörbücher bei „TechniSat / Radioropa“.
Mathias Christiansen lebt in Berlin.

## Werke
- Wotte in Leimar – Eine ostdeutsche Geschichte (2001)
- Der dritte Fehler (2002)
- Die dünne Linie (2003)
- Der falsche Feind (2004)
- Das Geheimnis des alten Bahnhofs (Jugendbuch) (2004)
- Hausmusik (2006)
- Herrentag (2007)
- Tod an der Grenze (2008)
- Das verbrannte Gewissen (2009)
- Pille-Palle und die geklauten Kronjuwelen (Kinderbuch) (2010)
- Pille-Palle und der Schatz im Schilf (Kinderbuch) (2012)
- Das Haus der Heimlichkeiten (2023)
- Unterwegs in Pankow – Tolle Touren mit Fahrrad, E-Roller und zu Fuß (2024)

## Anthologiebeiträge
- Der Tannensammler – in „Weihnachtsgeschichten am Kamin“ – Band 18, Rowohlt (2003)
- Zu groß – in „Eine unerwartete Begegnung“, Gerth-Medien (2008)
- Wunder über Wunder – in „Sternenglanz und Tannenduft“, Gerth-Medien (2008)
- Auf Spurensuche mit Kommissar Brodersen – in „Erlesenes Pankow“, Kunstfabrik Köpenick (2009)
- Von wegen Zufall – in „Wunder im Doppelpack“, Gerth-Medien (2015)

## Die Figur des Kommissar Brodersen
Werner Brodersen ist die fiktive Hauptfigur der Kriminalromane von Mathias Christiansen. Der grummelige, aber scharf denkende Kriminalhauptkommissar arbeitet beim Landeskriminalamt Berlin und wohnt im Berliner Ortsteil  Pankow-Heinersdorf. Die Figur durchläuft in allen Romanen, beginnend mit „Der dritte Fehler“, eine fortschreitende Entwicklung. Auf diese Weise verbindet Christiansen die Auflösung der Verbrechen eng mit der Biografie des Protagonisten. Die Figur des Werner Brodersen verfügt über ein hohes  Identifikationspotential: Er ist nicht nur der Kommissar, der sich mit an Aufopferung grenzender Selbstdisziplin und trotz aller Aufklärungserfolge fortentwickelt, er ist auch der Mensch von nebenan der mitten im Leben steht und dem die Herausforderungen des Alltags zu schaffen machen wie vielen anderen auch.